# Stellaria inundata
Stellaria inundata är en nejlikväxtart som beskrevs av Vorosh. Stellaria inundata ingår i släktet stjärnblommor, och familjen nejlikväxter. Inga underarter finns listade i Catalogue of Life.